# Badajoz (pokrajina)
Badajoz je španjolska provincija na zapadu države i nalazi se na južnom dijelu autonomne zajednice Ekstremadura. Najveća je provincija Španjolske s površinom od 21.766 km2. Provincija ima 690.929 stanovnika (1. siječnja 2014.), a sjedište je Badajoz.  U provinciji se nalazi i grad Mérida, sjedište autonomne zajednice Ekstremadure. 
Veća mjesta u provinciji Badajozu su: Almendralejo, Azuaga, Don Benito, Jerez de los Caballeros i Villanueva de la Serena. Službeni jezik je španjolski, a u uporabi je i portugalski.

## Vanjske poveznice
- Službene stranice